# Maciej Dmytruszyński
Maciej Dmytruszyński (* 31. Juli 1980 in Posen, Polen) ist ein polnischer Handballtrainer und ehemaliger Handballspieler auf der Position des linken Rückraumspielers.

## Karriere
Maciej Dmytruszyński begann in Oborniki mit dem Handballspiel. Ab 1999 spielte er in der ersten Mannschaft. 2002 ging er zu WKS Śląsk Wrocław, bevor er 2005 von den deutschen SC Magdeburg Gladiators verpflichtet wurde. Dort half Dmytruszyński zunächst vor allem in der zweiten Mannschaft aus; in der Saison 2006/07 wurde er an Frisch Auf! Göppingen ausgeliehen. Im Sommer 2007 heuerte er beim DHC Rheinland an, den er 2011 verließ. Anschließend schloss er sich dem Drittligisten VfL Eintracht Hagen an. Ab der Saison 2013/14 lief er für den Drittligisten SG Schalksmühle-Halver auf, bei dem er vorrangig in der Abwehr zum Einsatz kam. Nach der Saison 2016/17 beendete er seine Karriere und wurde Jugendtrainer bei der SG Schalksmühle-Halver. In der Saison 2019/20 ist er zusätzlich als Co-Trainer bei der 2. Herrenmannschaft tätig. Anschließend übernahm er das Co-Traineramt der 1. Herrenmannschaft. Nach der Entlassung von Mark Schmetz wurde Dmytruszyński im Sommer 2022 zum Cheftrainer befördert. Nach der Saison 2023/24 wird seine Tätigkeit bei der SGSH Dragons enden. Anschließend hat er im Sommer 2024 die U17-Mannschaft beim VfL Gummersbach in der Jugend-Bundesliga übernommen.
Mit der polnischen Nationalmannschaft nahm Dmytruszyński an der Europameisterschaft 2002 (15. Platz) und der Weltmeisterschaft 2003 (10. Platz) teil.